# S2W-reaktor
S2W-reaktor är en amerikansk typ av tryckvattenreaktor för ubåtsbruk, utvecklad av företaget Westinghouse. 

## Utveckling
Utvecklingen av reaktorn beställdes den 31 december 1947 av Atomic Energy Commission. Den första prototypen S1W byggdes vid AEC National Reactor Testing Station i Idaho Falls, Idaho, reaktorn blev kritisk den 30 mars 1953. Reaktorn var världens första tryckvattenreaktor och den första kärnreaktorn som producerade någon nämnvärd mekanisk effekt. 
Den första S2W-reaktorn som var en modifierad variant av prototypen S1W installerades ombord på ubåten USS Nautilus som gjorde sin jungfrufärd den 17 januari 1955. 
En andra reservreaktor som tillverkades för Nautilus monterades 1958 in i ubåten USS Seawolf som ursprungligen byggdes med en S2G-reaktor kyld med flytande metalliskt natrium.

S2W betyder:
- S = Ubåts plattform
- 2 = Tillverkarens tredje generation av reaktorhärd
- W = Westinghouse